# Starzechowice
Starzechowice – wieś (sołectwo) w Polsce położone w województwie świętokrzyskim, w powiecie koneckim, w gminie Fałków.
| SIMC    | Nazwa               | Rodzaj     |
| ------- | ------------------- | ---------- |
| 0539265 | Borki               | przysiółek |
| 0539271 | Sęp                 | przysiółek |
| 0539242 | Starzechowice Dolne | część wsi  |
| 0539259 | Starzechowice Górne | część wsi  |

W latach 1975–1998 miejscowość administracyjnie należała do województwa piotrkowskiego.
W 2011 roku miejscowość liczyła 326 mieszkańców.
Wierni Kościoła rzymskokatolickiego należą do parafii Świętej Trójcy w Fałkowie.

## Położenie
Wieś położona jest na przedgórzu Gór Świętokrzyskich, w oddaleniu od ośrodków miejskich (najbliższe miasto to Końskie, położone ok. 30 km na wschód od Starzechowic).
Przez miejscowość przepływa niewielka rzeka Barbarka dopływ Czarnej.
Przez wieś przechodzi  czerwony szlak turystyczny z rezerwatu przyrody Diabla Góra do Łącznej.
Miejscowość funkcjonuje de facto w bliskim związku z bezpośrednio sąsiadującymi Turowicami i Rudziskiem.
Około trzech kilometrów od wsi przebiega Centralna Magistrala Kolejowa, po której bez zwalniania przejeżdżają pociągi Intercity na trasie Warszawa-Kraków i Warszawa-Katowice, jadąc z maksymalną dozwoloną tam prędkością 160 km/h. Czas potrzebny PKP Intercity na przejechanie odległości pomiędzy Starzechowicami a Warszawą Centralną to 1 godz. i 15 minut. Odległość drogowa od centrum Warszawy to ok. 150 kilometrów.

## Walory przyrodnicze, rolnictwo
Wieś leży w bezpośrednim sąsiedztwie Konecko-Łopuszniańskiego Obszaru Chronionego Krajobrazu i otulinie Przedborskiego Parku Krajobrazowego. Około 50 km na południowy wschód znajduje się Świętokrzyski Park Narodowy. Starzechowice leżą w północnej części permsko–mezozoicznego obrzeżenia Gór Świętokrzyskich. Należą do regionu klimatycznego Gór Świętokrzyskich. Średnia temperatura roczna wynosi od 7 do 8 stopni Celsiusza. Średnia temperatura miesięcy zimowych wynosi od -0,5 do -4,0 stopni Celsiusza, a miesięcy letnich od 14 do 17 stopni Celsiusza. Pokrywa śnieżna zalega od 60 do 80 dni w roku.
We wsi występuje kilka obiektów przyrodniczych chronionych ustawowo, w tym grupa starych dębów szypułkowych oraz obiekty wodne. 10 kilometrów na wschód od Starzechowic znajduje się 27 hektarowy zbiornik wodny w Maleńcu, utworzony na rzece Czarna Konecka (dopływ Pilicy).
We wsi panuje duże rozdrobnienie gospodarstw rolnych, a większość stanowią gospodarstwa o powierzchni 2-5 hektarów. Czynnikami negatywnie wpływającymi na produkcję rolną są niskie klasy gleby (IV-VI), jak i rozległe obszary leśne.

## Infrastruktura
W Starzechowicach dostępny jest wodociąg, zbudowany po 2000 roku. Zasilany jest on z ujęcia w Czermnie, z którego woda nie wymaga uzdatnienia.
We wsi znajdują się w większości domy wymurowane po II wojnie światowej oraz stare domy drewniane, w niektórych przypadkach kryte strzechą. W niewielkim stopniu nowe domy wypoczynkowe wykorzystywane okresowo przez mieszkańców miast.

## Historia
Wieś znana już w wieku XVI.
Na początku XVI w. dziesięcinę z łanów kmiecych i folwarku pobierał pleban w Fałkowie, wartość jej dochodziła 2 grzywien.

Według registru poborowego powiatu opoczyńskiego z roku 1508 Starzechowice były własnością Starzechowskich, płaciły poboru groszy 4 z domów 9.
W roku 1577 (parafia Fałków), własność Pieczanowskich. Starzechowice miały wówczas 14 osad i 4 1/2, łanów kmiecych (Pawiński, Kod Małopolski, 290, 483).
W wieku XIX Starzechowice opisane zostały jako, wieś, folwark i zakłady żelazne nad rzeką Czarną, w powiecie koneckim, gminie Ruda Maleniecka, parafii Fałków, odległe od Końskich 26 wiorst. Posiadały kuźnice żelaza.
Lustracja z roku 1827 wykazała 27 domów, 205 mieszkańców.

Lustracja z roku 1860 wykazała 42 domów i 323 mieszkańców, ziemi 400 mórg dworskich i 583 mórg włościańskich.

Starzechowice należały w tym czasie do dóbr Fałków.
Przed II wojną światową wieś należała do rodziny Jakubowskich. Wnuk ostatnich właścicieli jest mężem byłej posłanki SLD Aleksandry Jakubowskiej. Grób rodziny znajduje się na cmentarzu parafialnym w Fałkowie, a ich dwór stoi do tej pory na skarpie przy wjeździe do Starzechowic (kilkakrotnie przebudowany, funkcjonował przez ostatnie lata jako szkoła podstawowa).
Nazwa wsi ma identyczny źródłosłów z nazwą świętokrzyskiego miasta Starachowice. Obie nazwy powstały prawdopodobnie na bazie imienia Starzech. Zgodnie z odmianą języka polskiego potomkowie lub synowie Starzecha to Starzechowice.
II Wojna Światowa
Według opisu Józefa Bolesława Garasa, 30 listopada 1944 roku do majątku przybyła trzyosobowa sekcja aprowizacyjna 2 batalionu 3 Brygady Armii Ludowej im. gen. Bema pod dowództwem st. sierżanta Władysława Strzelczyka (ps. „Czarny”). W zabudowaniach zastali oddział Narodowych Sił Zbrojnych, który otoczył alowców i ich zabił.

## Zabytki
Park dworski, wpisany do rejestru zabytków nieruchomych (nr rej.: A.481 z 7.03.1986 i z 30.12.1993).